# Katharina Jensen
Katharina Jensen (* 6. Januar 1986 in Kappeln) ist eine deutsche Politikerin (CDU). Sie gehört seit 2022 dem Niedersächsischen Landtag an.  

## Biografie
Katharina Jensen studierte nach ihrem Abitur Agrarwissenschaften an der Christian-Albrechts-Universität in Kiel und schloss ihr Studium 2009 mit dem Bachelor of Science ab.
Jensen wohnt im Wangerland, ist verheiratet und hat drei Kinder.

## Politik
Katharina Jensen ist seit 2016 Mitglied der CDU.   Seit 2016 ist sie stellvertretende Vorsitzende des CDU-Gemeindeverbands Wangerland. Seit November 2021 ist sie Mitglied im Kreistag des Landkreises Friesland sowie Ratsfrau in der Gemeinde Wangerland. Bei der Landtagswahl in Niedersachsen 2022 trat sie im Wahlkreis Friesland und auf Platz 18 der Landesliste der CDU in Niedersachsen an. Während sie im Wahlkreis Minister Olaf Lies (SPD) unterlag, erhielt sie über die Landesliste ein Landtagsmandat.